# استروو
استروو (به لاتین: Ostrovo) یک منطقهٔ مسکونی در بلغارستان است که در شهرستان زاوت واقع شده‌است. استروو ۲٬۹۶۸ نفر جمعیت دارد و ۲۹۸ متر بالاتر از سطح دریا واقع شده‌است.